# 重机枪

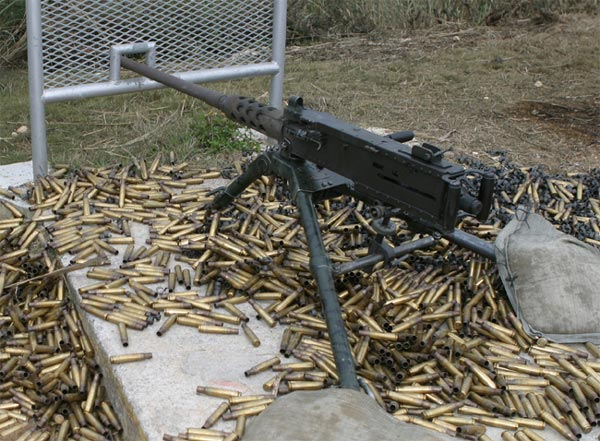
M2重机枪

重机枪是较大型号種類机枪的统称（相对于轻机枪）。这个词原本是指那些在第一次世界大战中发射枪弹（0.30吋或7.62毫米），拥有紧密的支架结构以及拥有水冷设备的重型支撑型防御武器。但是此类武器由于过于笨重，难以移动而最终被弃。那段时间，“重”在“重机枪”中的意思并不是枪管口径，而是其连续发射枪弹的能力，通常定义为三脚架、水冷式、弹鏈供弹。这类武器中最好的例子是由美国人马克沁发明的马克沁机枪。在第一次世界大战中，三个独立国家所使用的机枪都是马克沁机枪的变种（德国的MG08重机枪，英国的维克斯机枪和俄国的M1910重机枪）。
现代定义的重机枪（.50吋或12.7毫米）的始祖是由约翰·摩西·勃朗宁制造的M2勃朗宁机枪，这类机枪在破坏力和移动能力上相对于老式重机枪有了提高，并且被装备在车辆载具，飞机，建筑物和轻型工事内，在當時這種武器承擔著防空或者反裝甲任務，直到一次大戰之後，隨著飛機及裝甲部隊的裝備性能急速提升，這類武器開始重新定位為對抗較輕型載具及裝備的反器材任務。在这里，“重机枪”中的“重”字是来体现重机枪的威力和控制范围。在第二次世界大战期间，美军在车辆载具，飞机和防御工事中广泛使用M2机枪。同样的，苏联也在广泛使用DShK重机枪。德军的MG34及MG42兩款機槍大规模的出现在欧洲战场，虽然它们对步兵的攻击十分有效，但其缺乏像M2那样的反工事和反车辆的能力，这个弱点也在D-Day攻击以后的战役中体现了出来。现在，M2重型机枪是美军现役中服役时间最长的武器，并且该型机枪还在世界各国的军队中使用。目前，口径小于10毫米一般被认为是中型机枪，而那些等于或大于20毫米一般被称为机炮，而不是重机枪。

## 历史
在十九世纪末期，加特林机枪等一些类似于努登费尔特枪之类的多管枪械的枪管口径一般在0.5英寸到1英寸左右。但是这类武器的枪管易于发热且过于笨重。马克沁在制造设计他的单管反冲动力枪械时，其第一个设计只有26磅（11.8公斤），可以发射0.45英寸枪弹（枪管口径24英寸）。一张著名照片可以证明最初设计的机枪重量的确很轻：马克沁本人只用一只膀子就将他的重机枪连同着15磅（6.8公斤）的三脚架一同拿起。这种武器类似于现代的中型机枪，但是它不能进行长时间射击而被抛弃。所以随后，马克沁发明了水冷套冷却系统，使之能够长时间射击而不至枪管损坏，他也为其增加了更大的弹匣。这些改动也使得他的机枪增加了一定的重量。

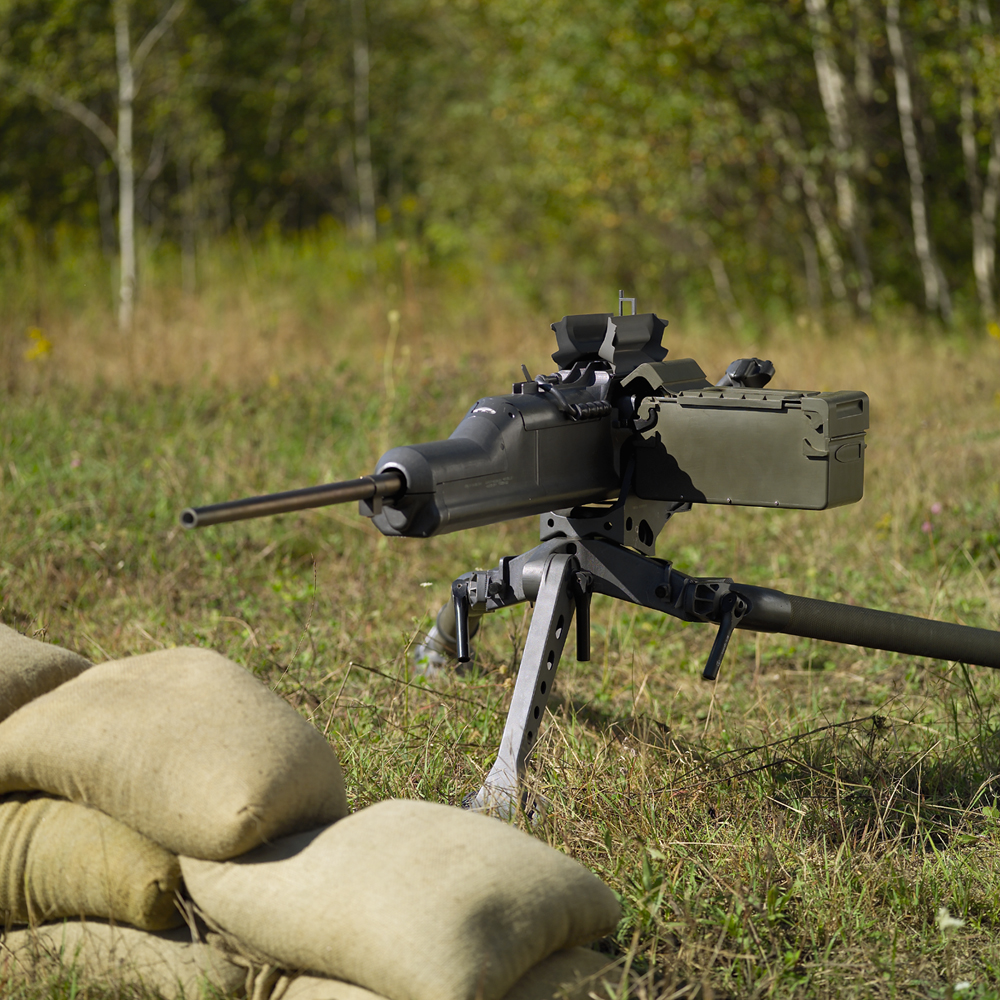
XM312 .50机枪

在那个时代，有两种重型连发武器，一种是手动转轮式机枪，另一种是马克沁水冷式机枪。很快，随着时间的推移，越来越多的发明被使用在重机枪上，其中包括气流装置，反冲系统和联动装置（柯尔特1895型，Hotchkiss等）。与此同时，设计者们抛开了笨重的水冷套，而是用其他的冷却方式来代替它们，这些设计使用了诸如散热片，散热器等方法来改善枪管的散热问题。重型的水冷机枪在第二次世界大战到1960年代还在使用，但逐渐的，这类设计被更先进的风冷设计给淘汰了。因为静置的机枪在战场上不能充分的发扬它的火力，所以在使用重机枪的同时，人们还使用可折叠的三脚架和二脚架来代替笨重的支架来支撑它，而且轻巧的风冷设计也使得重机枪在战场上灵活的运动成为了可能。与此同时，在二战期间，一些国家例如苏联，设计了口径更大的重机枪（例如有大口径的维克斯重机枪）。

## 最新发展
到了二十世纪中，由於連射武器逐步成為單兵武器的主流，因此機槍也開始適應時代走向單兵運作的方向，老式的水冷设计因為重量不適合單兵攜帶已近不再那么受到关注，像老式的白朗寧M1917重機槍在20世纪60年代的越南战争中结束了自己的使命。与此同时，加特林型武器因為動力來源改良而卷土重来。发射7.62毫米枪弹的Minigun被普遍的装载到快艇和直升飞机上并且得到普遍的青睐。苏联也设计了类似于加特林型的武器。虽然需要保证持续火力的支援，但是这类机枪还是完全采用风冷的冷却方法而不是水冷的方法。当今，重机枪在军事术语上是指那些大口径机枪。到了21世纪，重机枪会变得越来越轻。